# Dan Issel
Dan Issel (Batavia, 25 oktober 1948) is een Amerikaans voormalig basketballer en basketbalcoach. Hij kreeg de bijnaam "The Horse".

## Carrière
Issel speelde collegebasketbal voor de Kentucky Wildcats en werd in 1970 gedraft door de Detroit Pistons maar ging spelen in de ABA bij de Kentucky Colonels. In Kentucky speelde hij onder Adolph Rupp en werd All-Time Scoring leader met 2138 punten, hij won ook drie opeenvolgende Southeastern Conference titels en behaalde een keer de Elite Eight in het NCAA-kampioenschap.
In 1974/75 behaalde hij met de Colonels het ABA-kampioenschap met spelers als Artis Gilmore en Louie Dampier tegen de Indiana Pacers met 4-1. Bij de Pacers speelde onder andere George McGinnis en Roger Brown die bezig was aan zijn laatste seizoen. In zijn zeven eerste seizoenen werd hij telkens All-Star, vijf keer met de Colonels en een keer met de Nuggets in de ABA en eenmaal met de Nuggets in de NBA. In 1970/71 werd hij gedeeld "Rookie of the Year" samen met Charlie Scott van de Virginia Squires. Issel leidde dat seizoen de scoring ranglijst en verloor in de ABA-finales van Zelmo Beaty en de Utah Stars. In 1985 bij zijn pensioen stond hij vijfde in de All-time scoring ranglijst van de ABA/NBA enkel Kareem Abdul-Jabbar, Wilt Chamberlain, Julius Erving en Moses Malone deden beter. Hij miste in zijn 15-jarige carrière maar 24 wedstrijden.
Hij was later nog tweemaal coach van de Nuggets tussen 1992 en 2001. 
Issel werd opgenomen in de Basketball Hall of Fame in 1993. In de loop van de jaren werd hij opgenomen in meerdere Hall of Fames: Basketball museum of Illinois Hall of Fame (1973), Colorado Sports Hall of Fame (1987), University of Kentucky Athletics Hall of Fame (2005), College Basketball Hall of Fame (2006), Batavia High School Hall of Honor (2015) en Kentucky Sports Hall of Fame (2018).

## Erelijst
- ABA kampioen: 1975
- NBA All-Star: 1977
- ABA All-Star: 1971, 1972, 1973, 1974, 1975, 1976
- ABA All-Star Game MVP: 1972
- All-ABA First Team: 1972
- ABA Rookie of the Year: 1971
- ABA Scoring leader: 1971
- J. Walter Kennedy Citizenship Award: 1985
- ABA All-Time Team
- Nummer 40 teruggetrokken door de Denver Nuggets
- Basketball museum of Illinois Hall of Fame: 1973
- Colorado Sports Hall of Fame: 1987
- University of Kentucky Athletics Hall of Fame: 2005
- College Basketball Hall of Fame: 2006
- Batavia High School Hall of Honor: 2015
- Kentucky Sports Hall of Fame: 2018

## Statistieken

### Regulier seizoen
| Seizoen  | Team              | WG    | WS  | MPW  | 2P%  | 3P%  | FW%  | RPW  | APW | SPW | BPW | PPW  |
| -------- | ----------------- | ----- | --- | ---- | ---- | ---- | ---- | ---- | --- | --- | --- | ---- |
| 1970/71  | Kentucky Colonels | 83    | –   | 39,4 | 48,5 | 0,0  | 80,7 | 13,2 | 2,0 | –   | –   | 29,9 |
| 1971/72  | Kentucky Colonels | 83    | –   | 43,0 | 48,6 | 27,3 | 78,5 | 11,2 | 2,3 | –   | –   | 30,6 |
| 1972/73  | Kentucky Colonels | 84    | –   | 42,0 | 51,3 | 20,0 | 76,4 | 11,0 | 2,6 | –   | –   | 27,3 |
| 1973/74  | Kentucky Colonels | 83    | –   | 40,3 | 48,0 | 17,6 | 78,7 | 10,2 | 1,7 | 0,8 | 0,4 | 25,5 |
| 1974/75  | Kentucky Colonels | 83    | –   | 34,5 | 47,1 | 0,0  | 73,8 | 8,6  | 2,3 | 0,9 | 0,6 | 17,7 |
| 1975/76  | Denver Nuggets    | 84    | –   | 34,0 | 51,1 | 25,0 | 81,6 | 11,0 | 2,4 | 1,2 | 0,7 | 23,0 |
| 1976/77  | Denver Nuggets    | 79    | –   | 31,7 | 51,5 | –    | 79,7 | 8,8  | 2,2 | 1,2 | 0,4 | 22,3 |
| 1977/78  | Denver Nuggets    | 82    | –   | 34,8 | 51,2 | –    | 78,2 | 10,1 | 3,7 | 1,2 | 0,5 | 21,3 |
| 1978/79  | Denver Nuggets    | 81    | –   | 33,9 | 51,7 | –    | 75,4 | 9,1  | 3,1 | 0,8 | 0,6 | 17,0 |
| 1979/80  | Denver Nuggets    | 82    | –   | 35,8 | 50,5 | 33,3 | 77,5 | 8,8  | 2,4 | 1,1 | 0,7 | 23,8 |
| 1980/81  | Denver Nuggets    | 80    | –   | 33,0 | 50,3 | 16,7 | 75,9 | 8,5  | 2,0 | 1,0 | 0,7 | 21,9 |
| 1981/82  | Denver Nuggets    | 81    | 81  | 30,5 | 52,7 | 66,7 | 83,4 | 7,5  | 2,2 | 0,8 | 0,7 | 22,9 |
| 1982/83  | Denver Nuggets    | 80    | 80  | 30,4 | 51,0 | 21,1 | 83,5 | 7,5  | 2,8 | 1,0 | 0,5 | 21,6 |
| 1983/84  | Denver Nuggets    | 76    | 66  | 27,3 | 49,3 | 21,1 | 85,0 | 6,8  | 2,3 | 0,8 | 0,6 | 19,8 |
| 1984/85  | Denver Nuggets    | 77    | 9   | 21,9 | 45,9 | 14,3 | 80,6 | 4,3  | 1,8 | 0,8 | 0,4 | 12,8 |
| Totaal   | Totaal            | 1.218 | 236 | 34,3 | 49,9 | 20,4 | 79,3 | 9,1  | 2,4 | 1,0 | 0,5 | 22,6 |
| All Star | All Star          | 7     | 1   | 24,7 | 51,2 | –    | 73,1 | 6,9  | 2,3 | 0,1 | 0,1 | 14,7 |

### Play-offs
| Seizoen | Team              | WG  | WS | MPW  | 2P%  | 3P%   | FW%   | RPW  | APW | SPW | BPW | PPW  |
| ------- | ----------------- | --- | -- | ---- | ---- | ----- | ----- | ---- | --- | --- | --- | ---- |
| 1970/71 | Kentucky Colonels | 19  | –  | 35,3 | 50,5 | –     | 87,8  | 11,6 | 1,5 | –   | –   | 28,1 |
| 1971/72 | Kentucky Colonels | 6   | –  | 44,8 | 41,2 | 0,0   | 76,0  | 9,0  | 0,8 | –   | –   | 22,0 |
| 1972/73 | Kentucky Colonels | 19  | –  | 43,4 | 49,7 | 16,7  | 79,5  | 11,8 | 1,5 | –   | –   | 27,4 |
| 1973/74 | Kentucky Colonels | 8   | –  | 38,9 | 44,4 | –     | 84,8  | 10,9 | 1,8 | 0,5 | 0,8 | 18,5 |
| 1974/75 | Kentucky Colonels | 15  | –  | 38,5 | 46,7 | –     | 81,1  | 7,9  | 1,9 | 1,1 | 0,8 | 20,3 |
| 1975/76 | Denver Nuggets    | 13  | –  | 36,2 | 48,9 | 0,0   | 78,6  | 12,0 | 2,5 | 1,0 | 0,6 | 20,5 |
| 1976/77 | Denver Nuggets    | 6   | –  | 37,0 | 51,0 | –     | 75,6  | 9,7  | 2,8 | 0,8 | 0,7 | 22,0 |
| 1977/78 | Denver Nuggets    | 13  | –  | 35,4 | 48,6 | –     | 86,2  | 10,3 | 4,1 | 0,5 | 0,2 | 20,2 |
| 1978/79 | Denver Nuggets    | 3   | –  | 36,3 | 53,3 | –     | 80,6  | 9,3  | 3,3 | 0,0 | 0,0 | 24,3 |
| 1981/82 | Denver Nuggets    | 3   | –  | 34,3 | 53,3 | –     | 100,0 | 7,0  | 1,7 | 1,0 | 0,3 | 25,3 |
| 1982/83 | Denver Nuggets    | 8   | –  | 28,4 | 50,7 | 0,0   | 86,2  | 7,3  | 3,1 | 1,1 | 0,6 | 20,4 |
| 1983/84 | Denver Nuggets    | 5   | –  | 30,6 | 51,0 | 50,0  | 82,1  | 8,0  | 1,6 | 1,2 | 1,2 | 27,4 |
| 1984/85 | Denver Nuggets    | 15  | 4  | 21,7 | 45,9 | 100,0 | 81,3  | 3,6  | 1,8 | 0,8 | 0,3 | 12,4 |
| Totaal  | Totaal            | 133 | 4  | 35,5 | 48,7 | 25,0  | 82,2  | 9,4  | 2,1 | 0,8 | 0,6 | 22,1 |

10 Dampier · 
14 Averitt · 
22 Jones · 
23 Littles · 
24 McClain · 
25 Bradley · 
31 Roberts · 
42 Thomas · 
44 Issel · 
53 Gilmore · 
Coach Brown